# Dianthus leptopetalus
Dianthus leptopetalus là loài thực vật có hoa thuộc họ Cẩm chướng. Loài này được Willd. mô tả khoa học đầu tiên năm 1809.